# Acta Martyrum
Acta Martyrum a keresztényüldözések korának irodalmi műfaja, amely a vértanúk perének hivatalos jegyzőkönyvei vagy a szemtanúk beszámolója alapján ismertette a vértanúk szenvedését és halálát. Válfaja a passió (szenvedéstörténet), amely Krisztus szenvedésének mintájára ábrázolja a vértanúk elítélését és halálát. Rómában csak a vértanúk halála és temetése napját jegyezték föl a kalendáriumokba, Karthágóban és gyűjtötték felolvasásra szánt passiókat. Számos gyűjtemény elveszett, vagy csak egy-egy darab maradt meg belőle, mint a pannóniai vértanúk aktáiból vett – A scilliumi vértanúk aktája.